# Бюро кредитных историй
Бюро кредитных историй — организация, занимающаяся оказанием услуг по формированию, обработке и хранению кредитных историй, а также по предоставлению кредитных отчётов.

## История
Прообраз современных кредитных бюро можно обнаружить в различных организациях XIX века, целью которых были сбор и предоставление информации о коммерческих предприятиях и об отдельных торговцах. Речь шла об информации, необходимой заказчику для уверенности в надёжности потенциального делового партнёра. Подобные кредитные конторы в начале XX века существовали и в России, причем как в качестве частных фирм (например, «Московская контора коммерческих справок Э. К. Рейс»), так и при профессиональных объединениях (такова была «Справочная контора о кредитоспособности» Общества Заводчиков и Фабрикантов Московского промышленного района). Более того, уже в то время организации такого плана являлись объектом пристального внимания со стороны законодателей.
В Советском Союзе в 1920-х годах существовала организация по выдаче справок о кредитоспособности, учреждённая в 1924-м году, которая первоначально называлась «Акционерное общество по выдаче справок о кредитоспособности — «Кредит-бюро» (г. Москва), а затем была переименована в Смешанное Акционерное Общество по выдаче справок о кредитоспособности «Кредит-бюро» (ликвидировано в 1930-м году).

## Бюро кредитных историй в России
В Российской Федерации бюро кредитных историй — это юридическое лицо, зарегистрированное в соответствии с законодательством Российской Федерации, являющееся коммерческой организацией и оказывающее в соответствии с Федеральным законом от 30.12.2004 № 218-ФЗ «О кредитных историях» услуги по формированию, обработке и хранению кредитных историй, а также по предоставлению кредитных отчётов и сопутствующих услуг. БКИ обеспечивает обработку, хранение и передачу информации в соответствии с требованиями российского законодательства. Доступ к данным открывает сам субъект кредитной истории или он открывается в ходе судебных действий.
В России действует двухуровневая система хранения кредитных историй. 
На верхнем уровне находится ЦККИ - государственный Центральный Каталог Кредитных Историй (ЦККИ), который сам, напрямую, не выполняет роли БКИ, но хранит сведения о том, в каких БКИ хранится кредитная история конкретного заёмщика. Для идентификации заёмщика используется уникальный код субъекта кредитной истории, формируемый по факту обращения в БКИ или кредитную организацию.
На втором уровне находятся, собственно, Бюро Кредитных Историй (БКИ), которые являются частными организациями и непосредственно хранят кредитные истории. В каком конкретно БКИ хранится кредитная история - определяет организация, выдавшая кредит или займ. Таким образом, может оказаться, что кредитные истории одного и того же заёмщика хранятся в двух и более БКИ. При этом, с 1 января 2022 года системно значимые кредитные организации и крупные кредиторы, чей кредитный составляет 100 млрд рублей и выше обязаны передавать сведения о кредитной истории не менее чем в два БКИ.
На начальном этапе развития этого сектора рынка в реестре ЦБ было зарегистрировано около двух десятков БКИ. Но, в процессе консолидации рынка их число уменьшалось.
По состоянию на 27 мая 2022 года в России в реестре, ведущемся ЦБ зарегистрировано 7 бюро кредитных историй.
Бюро кредитных историй предлагают банкам следующие услуги:
- получение кредитных отчётов в режиме онлайн (до 1 минуты);
- дисциплинирование заёмщиков банка путём передачи данных об их финансовой дисциплине в бюро;
- получение информации из Центрального каталога кредитных историй;
- получение информации из Федеральной миграционной службы;
- мониторинг финансовой дисциплины заёмщиков;
- скоринг бюро, построенный по данным бюро;
- разработка «кастомизированных», индивидуальных скоринговых карт с использованием своей базы данных;
- дисциплинирование заёмщиков банка путём рассылки им писем от имени бюро или банка при нарушении финансовой дисциплины или увеличении долговой нагрузки;
- отчёты, характеризующие кредитный портфель банка и сравнивающие портфель банка с данными бюро в целом (при условии передачи банком данных в базу данных бюро);
- системы борьбы с мошенничеством (fraud);
- системы обработки кредитных заявок;
- системы интеграции к нескольким бюро кредитных историй.

С января 2021 года в России появились особые бюро кредитных историй — квалифицированные БКИ. В квалифицированном БКИ доступна информация о величине среднемесячного платежа заемщика, необходимая для расчета показателя его долговой нагрузки.

## Бюро кредитных историй в Казахстане
В Казахстане деятельность кредитных бюро регламентирована Законом Республики Казахстан от 6 июля 2004 года № 573-II «О кредитных бюро и формировании кредитных историй в Республике Казахстан». По состоянию на 2019 год, в Казахстане функционирует два кредитных бюро: «Государственное кредитное бюро» и «Первое кредитное бюро». Первое является компанией с государственным участием, созданной Национальным банком, другое — полностью частное коммерческое предприятие. Они оказывают одинаковые услуги, занимаясь сбором, обработкой и предоставлением информации по кредитам.

## Бюро кредитных историй в Китае
- Baihang Credit (с 2018 года)
- Pudao Credit (с 2020)
- Qiantang Credit Co., Ltd. Pudao Credit (с 2024)[14]

## Бюро кредитных историй в США
Несмотря на то, что первое «полноценное» коммерческое кредитное бюро в США было создано ещё в 1841 году, специальный закон, регламентирующий деятельность подобных организаций (Federal Credit Reporting Act), появился только в 1960 году. В 1997 году был принят новый закон в этой сфере — Fair Credit Reporting Act. Крупнейшими частными кредитными бюро в США являются Equifax (учреждено в 1899 году), TransUnion (1969) и Experian (1996). Также к числу крупных кредитных бюро принадлежит Dun&Bradstreet (D&B), основанное в 1841 году. В нём работали и будущие президенты США: А. Линкольн, У. Грант, Г. Кливленд, У. Мак-Кинли. База данных кредитного бюро Dun&Bradstreet охватывает более 250 млн кредитных историй в 222 странах. С 2008 года в СНГ осуществляет деятельность дочерняя компания D&B — ООО «Интерфакс — Дан энд Брэдстрит». Кроме того, в США функционируют около 300 небольших кредитных бюро, объединённых в Ассоциацию кредитных бюро, действующую с 1906 года.

## Бюро кредитных историй в Японии
В Японии широкая сеть кредитных бюро включает в себя такие организации, как Japan Information Center Corporation (JIC, или Zenjoren), основанная в 1976 году и объединяющая 33 кредитных бюро в различных префектурах страны; Credit Information Center Corporation (CIC) — основана в 1984 году представителями сектора кредитных карт; Central Communication Bureau Corporation (CCB) — компания с иностранным участием, созданная в 1979 году; Tera Net Corporation — образована в 1999 году; Japan Banking Personal Credit Information Center (Zenginkyo) — некоммерческая организация, учреждённая в 1988 году и принадлежащая японской ассоциации банкиров.